# Edmundo Aragonés Merodio
Edmundo Aragonés Merodio fue un poeta, escritor y cronista político nacido el 14 de julio de 1918 en la localidad de Maranchón (Guadalajara), España. Se ignoran la fecha y lugar de fallecimiento.
Se tiene constancia que publicó 17 obras, de las cuales 3 son cartas dirigidas a personalidades relevantes de la época, tratando temas políticos de la sucesión de la monarquía. En las 14 restantes trata temas de poesía, novelas y reflexión política. Del total de su obra, 7 están catalogadas y disponibles para consultas en la Biblioteca Nacional de España, el resto se conoce su existencia por las referencias que en ellas se hace.
Sus obras de mayor divulgación fueron:
- Los poemas de “Verdad y Vida”,[2] publicada en 1935, escrita a la temprana edad de 17 años
- La novela “Cascabeles del Alma”,[3] publicada en junio de 1943
- “Al resurgir España”,[4] año 1944, libro que destaca por su interés histórico, por recopilar algunos artículos y discursos políticos de la época. Estas dos últimas escritas en su etapa literaria más productiva y de mayor éxito, pero que también señala su final como escritor.

## Biografía

### Infancia
Fue hijo único, su padre trabajó de jornalero y posteriormente trabajaría de zapatero y de enfermero. Su madre se dedicaba a “las ocupaciones de su sexo", según se definía en la época para referirse a labores domésticas. Ambos vecinos de Maranchón (Guadalajara)
Su infancia se trunca cuando con tan solo 8 años, a su madre le detectan un bulto en el cuello, junto al pabellón auditivo y fallece con 34 años, el 24 de agosto de 1926. Edmundo asiste a ese doloroso proceso que cambiaría su vida. La causa del fallecimiento según el acta de defunción fue por “Linfo-granulomatosis maligna”, un tipo de cáncer que en la actualidad es conocido como enfermedad de Hodgkin. Ello supondría su primer acontecimiento traumático.
Transcurre aproximadamente un año y en 1927, su padre (35 años), contrae nuevamente matrimonio con una vecina del mismo pueblo, de 24 años de edad. Dos años después, su padre consigue una plaza de Peón en el Ministerio de Marina y lo destinan a San Fernando, (Cádiz), España. Allí Edmundo se dedicaría a la poesía, la novela y hablaría con gente del mundo de la cultura, tratando temas de actualidad política que moldearon y consolidaron sus ideales Tradicionalistas Carlistas.

### Adolescencia

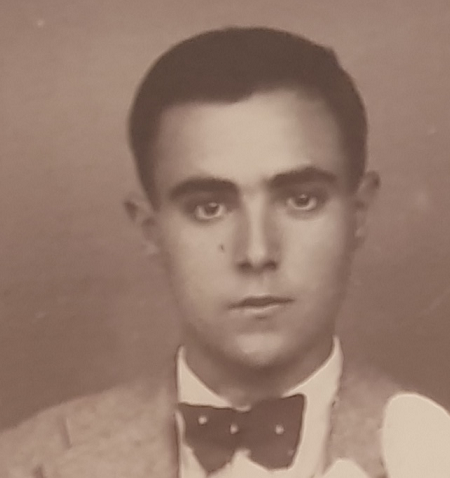
Edmundo Aragonés Merodio (18 años).

Cuando tiene 14 años y residiendo en San Fernando, nace su única hermana. 
A la edad de 17 años, escribía dando a conocer abiertamente sus firmes convicciones políticas, defendiendo el Trilema, Dios, Patria y Rey y expresando sus creencias religiosas, a pesar de la conflictividad de la época, como en su obra “El Ateo, (1935)” y “Hombre sin Dios, (1935)”, esta última por la temática que trataba fue recogida por el Gobierno de la República.
También daba a conocer sus ideales políticos con su vestimenta y en las campañas a las que asistía, con los riesgos que ello podía llevar, lo que al menos en una ocasión, le supuso una detención en el que le imputaron cargos de dudosa valoración, teniendo en cuenta la conflictividad política del momento, año 1936.
La inesperada muerte de su madre le atormentó durante toda la vida, tratándolo en sus poesías, como así sucede en “Verdad y Vida” publicada cuando Edmundo tiene 17 años. En esa obra es especialmente emotivo el poema que a ella la dedica. En él refleja el dolor que le supuso su muerte, un duelo no superado, aunque ya habían transcurrido 9 años desde su fallecimiento. Lo titula “Recuerdos Sagrados”.

### Periodo Posguerra
Del carácter y rasgos de personalidad de Edmundo, cabe destacar sus cualidades como orador, extroversión y capacidad de persuasión. De ello da datos relevantes el Capitán del Requetés José Sanz y Díaz, que en el Prólogo de la obra “Al resurgir España (1944)”, relata las actividades de Edmundo como recaudador de fondos durante los primeros días del Alzamiento y cómo con 17 años vestía con orgullo la boina roja de los cruzados del Trilema, dando instrucción militar a los “pelayos” en la plaza Mayor de Molina de Aragón (Guadalajara), cerca del castillo de los Laras.

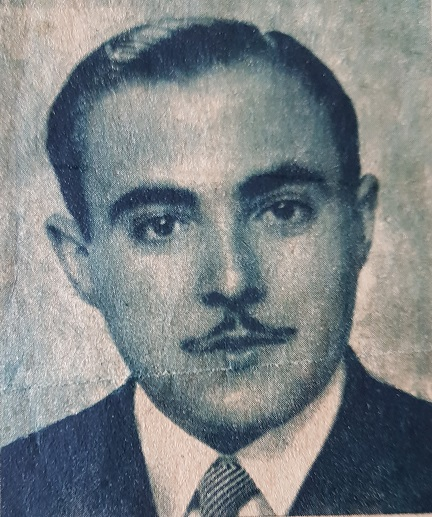
Edmundo Aragonés Merodio. Anuncio en el Diario ABC del 3 de julio de 1943, pág. 2, sobre su novela más vendida, “Cascabeles del Alma”.

Esas habilidades sociales, junto a su destacada actividad durante la guerra civil, le facilitó ocupar puestos de relevancia, coordinando y dirigiendo a grupos de personas, como Delegado Nacional de Propaganda de las Agrupaciones Estudiantiles Tradicionalistas de España y como delegado provincial de Juventudes Tradicionalistas. Puestos de responsabilidad que le generaron conflictos políticos.
Edmundo luchó en la guerra civil española en el bando Nacional, se incorporó en 1936 al Tercio del Requetés en Navarra, con ideales conservador y Carlista, partidario de la unidad de España y con sólida creencia religiosa. Durante este periodo no se tiene constancia de que publicara ninguna obra, no siendo hasta cuatro años después, una vez finalizada la guerra, cuando en 1940 retoma su actividad literaria, pero ya abandonando la poesía y se centra en la novela y, principalmente, en crónicas de guerra, la sucesión de la monarquía española y la reflexión tradicionalista y política.
En 1943 Edmundo tenía 25 años, paralelamente a su actividad literaria, que se encontraba en auge, y con los ingresos que le reportó sus publicaciones dirigía un negocio de suministro de gasógeno para los taxis.
Programó para el lunes, 30 de agosto de 1943 un viaje a Maranchón, a las fiestas de su pueblo. Para ir contrató un coche descapotable con conductor. Volvía como emigrante triunfador, su empresa iba bien y hacía pocos meses que acababa de publicar su novela de mayor éxito, “Cascabeles del Alma”, como así se difundió en el Diario ABC de 3 de julio de 1943, página 2, sección de Notas Gráficas de Actualidad y días 14 y 17 de agosto del mismo año.
En el coche alquilado iría Edmundo con su padre, una prima suya de 16 años, un empleado de su negocio y el conductor. Deciden salir una vez anochecido, el viaje era largo, 158 kilómetros por carreteras estrechas, mal pavimentadas y con poca iluminación. 
A las dos de la madrugada del martes 31 de agosto de 1943, cuando circulaban cerca de Torremocha del Campo y apenas faltaban 40 kilómetros para llegar a Maranchón, en una curva el vehículo descapotable se sale de la calzada y se estrella.
Hay un único fallecido, su padre, 51 años, que sale lanzado desde el asiento trasero saltando por encima del vehículo y yendo a caer sobre una piedra, con la que se golpea en el cráneo muriendo en el acto. El acta de defunción reflejaría su muerte, según informe de la autopsia, como shock traumático, fractura del cráneo y hemorragia cerebral. Nuevamente la vida le golpea dramáticamente.
Edmundo se centra en la edición y campaña de publicidad de su libro, “Al resurgir España (1944) ”, dedicando más tiempo a la política y relaciones sociales que a su empresa, que tuvo que cerrar. Después de este acontecimiento no publicó más libros.	

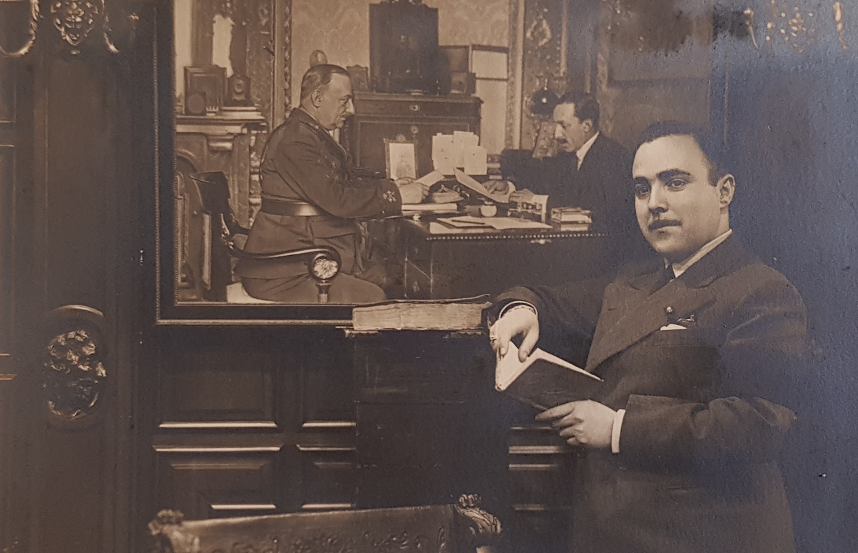
Edmundo Aragonés Merodio (año 1944) en primer plano.

En su obra “Al resurgir España (1944)”, incorpora en las primeras páginas una foto, posando de pie, con un brazalete negro en su brazo izquierdo por el luto del fallecimiento de su padre pocos meses antes. En sus manos una edición especial de su libro entreabierto.
Detrás de él se encuentra una foto con Alfonso XIII despachando trabajo con Miguel Primo de Rivera. Ese libro se vendió bien y le dio renombre, pero fue el que posteriormente consolidó suspicacias  entre parte de los Carlistas tachándolo de franquista, aunque estos tampoco lo aceptaban por tener ideales monárquicos Carlistas.
En los años siguientes se vio involucrado en encarcelamientos por una serie de conflictos con la justicia por sus ideales políticos y por otras acusaciones de difícil valoración, dada la conflictividad de la época, postguerra civil española. No obstante, durante el tiempo que estuvo recluido mostró buen comportamiento y colaboración. De ello quedó constancia en el Boletín Oficial del Estado del 25 de agosto de 1951 n.º 237, pág. 3988, por el que se publica la concesión de la libertad condicional por redención de penas por el trabajo en la Prisión Escuela de Madrid. De otros cargos pudo acogerse a los supuestos contemplados en la Ley 46/1977, sobre aplicación de Amnistía de fecha 15 de octubre.

## Obras

### Etapa preguerra nacional
- Ensueño de la Noche de Reyes;[15]  Tema: Poema. 1935 (Obra anunciada en su libro ”Verdad y Vida” y en ”La Mujer Española”)
- María Pepa;  1935 (Obra anunciada en su libro ”Verdad y Vida”)
- El ateo;  1935 (Obra anunciada en su libro ”Verdad y Vida”)
- Verdad y Vida”[2]; 2ª Edición; Tema: Poesías. Presentación por Don Gabino Gaitán, Director de Prisiones; Críticas del Sr. Conde de Amaranto, Carlos Muñoz López y Diego Bilcálvaro de Urquijo. 1935
- Hombre sin Dios;  (Recogida por el Gobierno de la República); Tema: Reflexión Tradicionalista y Política. 1935 (Libro anunciado en su obra ”La Mujer Española”)

### Etapa posguerra nacional
- La Verdad de mi España;  Tema: Recopilación de crónicas de guerra, del autor. 1940 (Libro anunciado en su obra ”La Mujer Española”)
- ¡Por tus Ojos!;  Tema: Novela. 1940 (Libro anunciado en su obra ”La Mujer Española”)
- Los amores de un Carlista;  Tema: Novela. 1940 (Libro anunciado en su obra ”La Mujer Española”)
- Tradición;  Tema: Estudio sobre Zumalacárregui. 1940 (Libro anunciado en su obra ”La Mujer Española”)
- “La mujer Española”[16]; Tema: Reflexión Tradicionalista y Política. 1941
- La Marquesa Carmen o Madre Española.  Tema: Drama histórico en cinco actos. 1942 (Libro anunciado en su obra ”La Mujer Española”)
- ¡Navarrica, Navarrica!; Tema: Novela. 1942 (Libro anunciado en su obra ”La Mujer Española”)
- Carta a Manuel Fal Conde[17]; Tema: Su contenido está relacionado con la cuestión de la sucesión de la Monarquía Española. 1943
- Carta al General Duque de Sevilla[18]; Francisco de Borbón y de la Torre. Tema: Reflexión Tradicionalista y Política. 1943
- Carta a Enrique Martínez Fariñas[9]; Tema: Reflexión Política. 1943
- “Cascabeles del Alma”[3]; Tema: Novela. 1943. Prólogo de D. Federico García Sanchiz, de la Real Academia Española; Epílogo del Ilmo. Sr. D. José María de Lapuerta, Subsecretario de Comercio. Editado en Prensa Española
- “Al resurgir España”[4]; Tema: Recopilación de algunos artículos y discursos. 1944; Prólogo de José Sanz y Díaz; Epílogo de Fray Justo Pérez de Urbel. Imprenta, Juan Bravo, 3 Madrid

## Contexto histórico de la época
Participó en la guerra civil española, año 1936,  formando parte del Tercio del Requetés de Navarra cuando Edmundo tenía 18 años recién cumplidos.
En Europa comienza la Segunda Guerra Mundial cuando él tiene 21 años.